# Hansford County
Das Hansford County ist ein County im Bundesstaat Texas der Vereinigten Staaten. Das U.S. Census Bureau hat bei der Volkszählung 2020 eine Einwohnerzahl von 5.285 ermittelt. Der Sitz der County-Verwaltung (County Seat) befindet sich in Spearman. Das County gehört zu den Dry Countys, was bedeutet, dass der Verkauf von Alkohol eingeschränkt oder verboten ist.

## Geographie
Das County liegt nördlich des geographischen Zentrums von Texas im Texas Panhandle an der Grenze zu Oklahoma und hat eine Fläche von 2384 Quadratkilometern, wovon 2 Quadratkilometer Wasserfläche sind. Es grenzt im Uhrzeigersinn an folgende Countys: Texas County in Oklahoma, Ochiltree County, Roberts County, Hutchinson County und Sherman County.

## Geschichte
Hansford County wurde am 21. August 1876 aus Teilen des Bexar County und Young County gebildet. Die Verwaltungsorganisation wurde am 11. März 1889 abgeschlossen. Benannt wurde es nach John M. Hansford (?–1844), einem Abgeordneten in der State Legislature der Republik Texas und Bezirksrichter. Er wurde während des Regulator–Moderator Wars von Regulatoren getötet.
Mit dem Hansford County Courthouse ist ein Gebäude des Countys im National Register of Historic Places (NRHP) eingetragen (Stand 5. Juli 2019).

## Demografische Daten

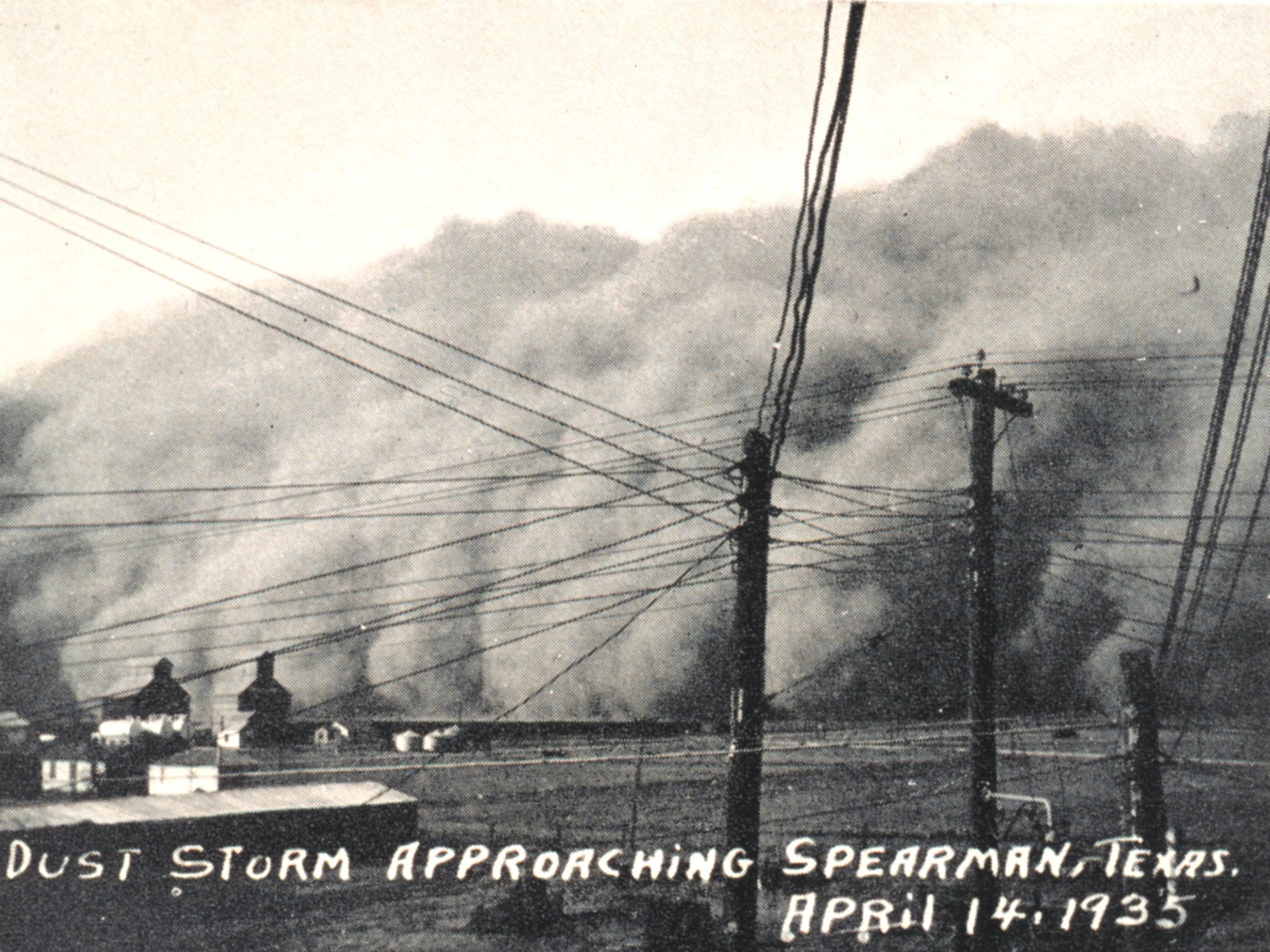
Staubsturm am 14. April 1935

Nach der Volkszählung im Jahr 2000 lebten im Hansford County 5.369 Menschen in 2.005 Haushalten und 1.489 Familien. Die Bevölkerungsdichte betrug 2 Einwohner pro Quadratkilometer. Ethnisch betrachtet setzte sich die Bevölkerung zusammen aus 79,88 Prozent Weißen, 0,04 Prozent Afroamerikanern, 0,75 Prozent amerikanischen Ureinwohnern, 0,22 Prozent Asiaten und 17,47 Prozent aus anderen ethnischen Gruppen; 1,64 Prozent stammten von zwei oder mehr Ethnien ab. 31,48 Prozent der Einwohner waren spanischer oder lateinamerikanischer Abstammung.
Von den 2.005 Haushalten hatten 36,9 Prozent Kinder oder Jugendliche, die mit ihnen zusammen lebten. 65,0 Prozent waren verheiratete, zusammenlebende Paare, 5,9 Prozent waren allein erziehende Mütter und 25,7 Prozent waren keine Familien. 24,0 Prozent waren Singlehaushalte und in 12,4 Prozent lebten Menschen im Alter von 65 Jahren oder darüber. Die durchschnittliche Haushaltsgröße betrug 2,63 und die durchschnittliche Familiengröße betrug 3,14 Personen.
29,3 Prozent der Bevölkerung war unter 18 Jahre alt, 6,8 Prozent zwischen 18 und 24, 26,3 Prozent zwischen 25 und 44, 22,3 Prozent zwischen 45 und 64 und 15,2 Prozent waren 65 Jahre alt oder älter. Das Medianalter betrug 36 Jahre. Auf 100 weibliche Personen kamen 96,5 männliche Personen und auf 100 Frauen im Alter von 18 Jahren oder darüber kamen 96,4 Männer.
Das jährliche Durchschnittseinkommen eines Haushalts betrug 35.438 USD, das Durchschnittseinkommen einer Familie betrug 40.281 USD. Männer hatten ein Durchschnittseinkommen von 29.022 USD, Frauen 17.668 USD. Das Prokopfeinkommen betrug 17.408 USD. 12,0 Prozent der Familien und 16,4 Prozent der Einwohner lebten unterhalb der Armutsgrenze.

## Orte im County
| - Bernstein - Gruver - Hitchland | - McKibben - Morse | - Phillips Camp - Spearman |